# Ngā Wai Hono i te Pō
Ngā Wai Hono i te Pō (wym. w IPA: ŋaː wai ˈhono i te poː; ur. 13 stycznia 1997) – królowa Maorysów od 2024 roku, władczyni Kīngitangi.
Najmłodsze dziecko i jedyna córka króla Tūheitii i jego żony Te Atawhai Makau Ariki. Jest drugą kobietą na tronie maoryskim (nie mylić z tronem nowozelandzkim) od czasu ustanowienia monarchii w 1858 roku (pierwszą była jej babcia, Te Atairangikaahu, panująca w latach 1966–2006). Posiada tytuł magistra w zakresie studiów kulturowych Maorysów i aktywnie angażuje się w nauczanie Kapa haka, tradycyjnej maoryskiej sztuki performatywnej. Studiowała również prawo zwyczajowe na Uniwersytecie w Waikato.
W 2024 roku została wybrana przez przez starszyznę maoryskich plemion na królową, co zostało odebrane jako odejście od tradycji dziedziczenia tronu przez najstarszego potomka. Koronowana została 5 września 2024.
Jej rola ma charakter ceremonialny, wiążę się z reprezentowaniem interesów maoryskich, promowaniu ich kultury oraz dążeniu do jedności między plemionami. Władczyni od 2016 roku nosi tradycyjny maoryski tatuaż na brodzie, z okazji 10. rocznicy koronacji ojca.